# The Dirty Picture
The Dirty Picture (द डर्टी पिक्चर) est un film indien de Bollywood réalisé par Milan Luthria en 2011, s'inspirant de la vie de Silk Smitha, une actrice du sud de l'Inde réputée pour sa sensualité et ses tenues suggestives. Le rôle principal est tenu par Vidya Balan entourée de Naseeruddin Shah, Tusshar Kapoor et Emraan Hashmi tandis que la musique est composée par Vishal-Shekhar sur des paroles de Rajat Aroraa.

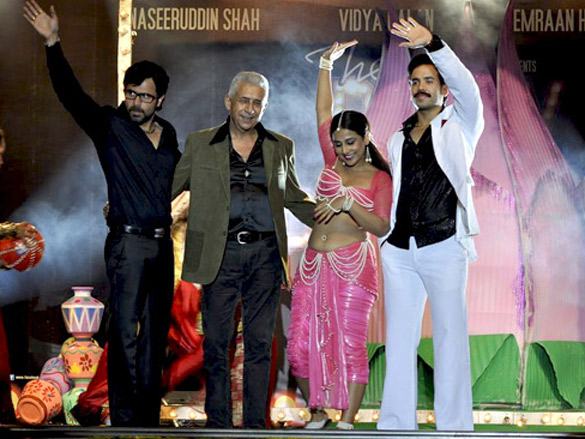
Emraan Hashmi, Naseeruddin Shah, Vidya Balan et Tusshar Kapoor lors de la sortie de la BO du film.

Le film reçoit un bon accueil tant des critiques que du public et recueille de nombreux prix.

## Synopsis
Au début des années 1980, à la veille de son mariage, Reshma (Vidya Balan) s'enfuit de son petit village pour rejoindre Madras, ville où elle rêve de devenir star de cinéma. Malgré l'indifférence et les railleries, elle s'obstine et finalement réussit à s'introduire sur un tournage où sa sensualité fait sensation. Rebaptisée Silk, elle est remarquée par Suryakanth (Naseeruddin Shah), une star vieillissante avec lequel elle a une liaison, ce qui lui permet d'obtenir de nombreux rôles. Ses danses provocantes et ses costumes ultra-légers en font une vamp qui attire les foules masculines dans les cinémas mais qui suscite également le mépris et le rejet.
Elle se lie d'amitié avec Ramakanth (Tusshar Kapoor), le jeune frère de Suryakanth qui la rejette, la contraignant à jouer pour des réalisateurs de seconde zone. Dès lors, sa carrière décline inexorablement, elle accumule les dettes, s'enfonce dans la déchéance et l'alcool malgré l'amour tourmenté que lui porte le réalisateur Abraham (Emraan Hashmi). Elle se suicide après un dernier film au cours duquel elle a été droguée pour qu'elle accepte de tourner des scènes pornographiques.

## Fiche technique
- Titre : The Dirty Picture
- Titre original en hindi : द डर्टी पिक्चर
- Réalisateur : Milan Luthria
- Scénario et dialogues : Rajat Arora
- Musique : Vishal-Shekhar
- Parolier : Rajat Aroraa
- Chorégraphie : Pony Verma
- Photographie : Bobby Singh
- Montage : Akiv Ali
- Costumes : Niharika Khan et Moiz Kapadia
- Production : Ekta Kapoor et Shobha Kapoor (Balaji Motion Pictures, ALT Entertainment)
- Langue : hindi
- Pays d'origine : Inde
- Date de sortie : 2 décembre 2011
- Format : Couleurs
- Genre : biopic
- Durée : 144 minutes

## Distribution
- Vidya Balan : Reshma/Silk
- Naseeruddin Shah : Suryakanth
- Emraan Hashmi : Abraham
- Tusshar Kapoor : Ramakanth
- Anju Mahendru : Naila
- Rajesh Sharma : Selva Ganesh
- Mangal Kenkre : Ratnamma
- Shivani Tanskale : Shakila

## Musique
The Dirty Picture comporte six chansons, dont un remix, composées par Vishal-Shekhar sur des paroles de Rajat Aroraa. Le cd de la bande originale sort le 19 octobre sous le label T-Series.
- Ooh La La - Bappi Lahiri et Shreya Ghoshal (4:18)
- Ishq Sufiana (version masculine) -  Kamal Khan (5:27)
- Ishq Sufiana (version féminine) - Sunidhi Chauhan (5:29)
- Honeymoon Ki Raat - Sunidhi Chauhan (4:43)
- Twinkle Twinkle - Shreya Ghoshal (3:05)
- Ooh La La (remix) - Bappi Lahiri et Shreya Ghoshal (4:09)

## Réception
Les critiques sont très favorables au film soulignant l'habileté de la réalisation de Milan Luthria qui, grâce à la qualité du scénario et des dialogues écrits par Rajat Arora, réussit à éviter la vulgarité malgré un sujet audacieux : le combat et les compromissions que doivent accepter les jeunes femmes désirant entrer dans le monde du cinéma, l'utilisation de l'érotisme pour attirer les spectateurs. Les mérites de l'ensemble de la distribution sont également soulignés et tout particulièrement l'interprétation de Vidya Balan dans un rôle de sex-symbol, inhabituel pour elle.

## Récompenses
National Film Awards
- Meilleure actrice : Vidya Balan
- Meilleur maquillage : Vijram Gaekwad
- Meilleurs costumes : Niharika Khan

Filmfare Awards 2012
- Meilleure actrice : Vidya Balan
- Meilleure scène
- Meilleurs costumes : Niharika Khan

Colors Screen Awards
- Meilleur film
- Meilleur réalisateur : Milan Luthria
- Meilleure actrice : Vidya Balan
- Meilleure chanteuse de play-back : Shreya Ghoshal pour Ooh La La
- Meilleur dialoguiste : Rajat Arora
- Meilleur costumier : Niharika Khan et Moiz Kapadia

Zee Cine Awards
- Meilleur film (prix du jury)
- Meilleure actrice (prix du public et prix du jury) : Vidya Balan
- Meilleure chorégraphie : Ooh La La
- Meilleure chanson : Ishq Sufiana